# Liste der Bodendenkmale in Kubschütz
In der Liste der Bodendenkmale in Kubschütz sind die Bodendenkmale der Gemeinde Kubschütz und ihrer Ortsteile nach dem Stand der Auflistung von Harald Quietzsch und Heinz Jacob aus dem Jahr 1982 aufgelistet. Eventuelle Änderungen und Ergänzungen, insbesondere aus der Zeit nach der Wende, sind nicht berücksichtigt, da für Sachsen aktuell keine neueren allgemein zugänglichen Bodendenkmallisten vorliegen. Die Baudenkmale sind in der Liste der Kulturdenkmale in Kubschütz aufgeführt.
| Denkmal-ID | Fundart            | Ortsteil  | Bezeichnung                  | Zeitstellung    | Lage | Bemerkungen | Bild |
| ---------- | ------------------ | --------- | ---------------------------- | --------------- | --- | --- | ---- |
| ?          | besonderer Stein   | Baschütz  | Kreuzstein                   | Spätmittelalter | westnordwestlich des Orts, südlich an der Weißenberger Straße, westlich der Kreuzung mit der Straße nach Niederkaina | Vortragekreuz eingezeichnet, Schutz seit 20. Juli 1971                                                         |      |
| ?          | Befestigung > Burg | Blösa     | Wallanlage „Blösaer Schanze“ | Slawenzeit      | westlich des Orts, östliche Talkante des Wuischker Wassers                                                           | Kantenbefestigung durch Sichelwall, Schutz seit 12. Februar 1935, erneuert 1. Dezember 1958                    |      |
| ?          | besonderer Stein   | Jeßnitz   | Denkstein                    | Neuzeit         | südsüdöstlich des Orts zwischen der Straße und dem Binnewitzer Wasser                                                | zwei Köpfe, Axt und Jahreszahl 1669 eingeritzt, Schutz seit 29. September 1971                                 |      |
| ?          | Befestigung > Burg | Kreckwitz | Wasserburg                   | Mittelalter     | östlicher Ortsrand, Aue des Albrechtsbachs                                                                           | Befestigter Hof, größtenteils überbaut und eingeebnet, Schutz seit 29. Februar 1936, erneuert 1. Dezember 1958 |      |
| ?          | besonderer Stein   | Kreckwitz | Steinkreuz                   | Spätmittelalter | nördlich des Orts, Südostwinkel der Straßenkreuzung                                                                  | Schwerteinzeichnung, Schutz seit 15. Juli 1971                                                                 |      |
| ?          | besonderer Stein   | Kubschütz | 2 Schalensteine              | undatiert       | nordnordöstlich des Orts am oberen Westhang der „Vielen Berge“, „Marada“                                             | Liegende Granite, Schutz seit 2. Mai 1939, erneuert 1. Februar 1959                                            |      |